# Hanatul Kazanului
Hanatul Kazanului (în limbile tătară: Qazan xanlığı/Казан ханлыгы; rusă: Казанское ханство) era un stat medieval tătar care ocupa teritoriul fostei Bulgarii de pe Volga între 1438 și 1552. Hanatul ocupa teritoriile următoarelor subiecte federale ale Rusiei din zilele noastre: Tatarstan, Mari El, Ciuvașia, Mordovia și părți din Udmurtia și Bașkiria. Capitala hanatului era orașul Kazan.

## Geografie și populație
Teritoriul hanatului cuprindea pământurile populate de proto-bulgari din așa numita Bulgarie de pe Volga. Principalele râuri și în același timp importante căi comerciale erau Volga, Kama și Viatka. Majoritatea populație era reprezentată în principal de tătarii din Kazan (bulgari musulmani care adoptaseră limba tătară). Unii dintre locuitorii hanatului se considerau "poporeni din Kazan" sau "musulmani din Kazan", fără o altă conotație etnică. Religia de stat a hanatului era islamul.
Nobilimea feudală era formată din etnici protobulgari, dar curtea hanului și gărzile lui de corp erau tătari de stepă: kipciaci și, mai târziu, nogai. În conformitate cu tradiția ghinghizită, triburile locale turcice erau denumite tătărești de nobilimea stepelor, iar mai târziu de aristocrația rusă. Unii dintre membrii marii nobilimi descindeau din nobilimea Hoardei de Aur, aceștia fiind membrii a patru familii importante: Arghin, Barin, Qipchaq și Shirin.
Printre supușii hanului se numărau: ciuvașii, marii, mordovii, tătarii-mișari, urdmurții și bașkirii. Tătarii-mișari sosiseră în zonă în timpul Hoardei de Aur și asimilaseră până în cele din urmă mordvinii finici și alte triburi indigene. Teritoriile lor erau guvernate de tătarii stepelor. Unele dintre formațiunile statale ale tătarilor-mișari nu au fost niciodată stăpânite de Hanatul Kazanului, ci se aflau sub influența sau stăpânirea Hanatului Kasim sau a Marelui Canezat al Moscovei.
Cea mai mare parte a teritoriului hanatului era acoperit de păduri, iar în partea de sud se aflau stepe. Populația stepelor era formată în principal din triburi nomade, cunoscute ca tătarii de stepă sau nogaii, care nu recunoșteau tot timpul autoritatea hanului, de multe ori participând la raiduri de jaf  în zonele locuite de tătarii și ciuvașii sedentari. Pentru a opri jafurile, nogaii au fost dislocați și au fost înlocuiți cu calmîci. Mai târziu, în zonă s-au așezat tătari, ruși și ciuvași, ei participând la ample lucrări de construire a unor fortificații pentru apărarea granițelor de sud. După constituirea hanatului, trupele căzăcești tătare apărau teritoriul Kazanului de atacurile nogailor.
Sursele medievale rusești afirmă că în hanat erau vorbite cel puțin cinci limbi. Cea mai importantă era limba tătară, iar limba tătară veche era limba oficială a cancelariei hanatului. Se mai vorbeau de asemenea limbile ciuvașă, protobulgară, mari, mordvină și probabil și cea bașkiră.

## Economia
Artizanii și meșteșugarii orașlor produceau  vase din lut, obiecte din lemn și metal, piele, armuri, unelte agricole și podoabe. Cele mai importante orașe erau Qazan, Arça, Cükätaw, Qașan, Çallı, Alat și Cöri. Negustorii hanatului făceau comerț cu popoarele din Asia Centrală, Caucaz și Rusia. În secolul al XVI-lea, Rusia devenea principalul partener comercial al Kazanului. Proprietatea asupra pământului se baza pe sistemul moșiilor ereditare și pe cel al söyurğalului.

## Societatea

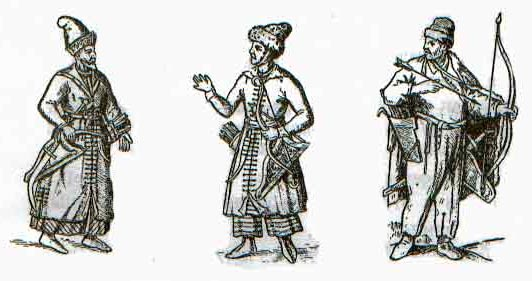
Soldați tătari

Statul era condus de han. Acțiunile erau bazate pe deciziile și pe sfaturile Divanului. Gradele nobiliare erau cele de bäk (beg), ämir (emir) și morza (mîrza). Clerul musulman juca un rol important în viața hanatului. Clerul era format din säyet (seidri), șäyex (șeici), qazí (cadii) și imami. Învățații musulmani  ulema jucau un important rol judecătoresc și se îngrijeau de buna funcționare a școlilor - madrasa.
Marea majoritate a populației era  qara xalıq (oameni negri) – musulmani liberi, care trăiau pe pământurile statului.. Pământurile aristocrației feudale erau locuite și muncite de çura (iobagi). Prizonierii de război erau vânduți de obicei ca qol' (sclavi) în Imperiul Otoman și în Asia Centrală și doar rareori în hanat. Populația nemusulmană era obligată să plătească un bir special.

## Administrația și armata
Hanatul era împărțit în cinci daruğa (direcții): Alat, Arça, Gäreç, Cöri și Nuğay. Anumiți nobili rebeli încercau să obțină Independența unor teritorii mai mici ale hanatului, dar încercările lor au fost rapid și eficient înăbușite.
Armata și echipamentul militar al hanatului erau formate din oameni și materialele de pe moșiile aristocraților sau de pe pământurile statului. Efectivele armatei variau foarte mult, de la 20.000 la 60.000 de oameni. În rândurile armatei hanatului luptau și mercenari nogai, tătari crimeeni și ruși.

## Cultura

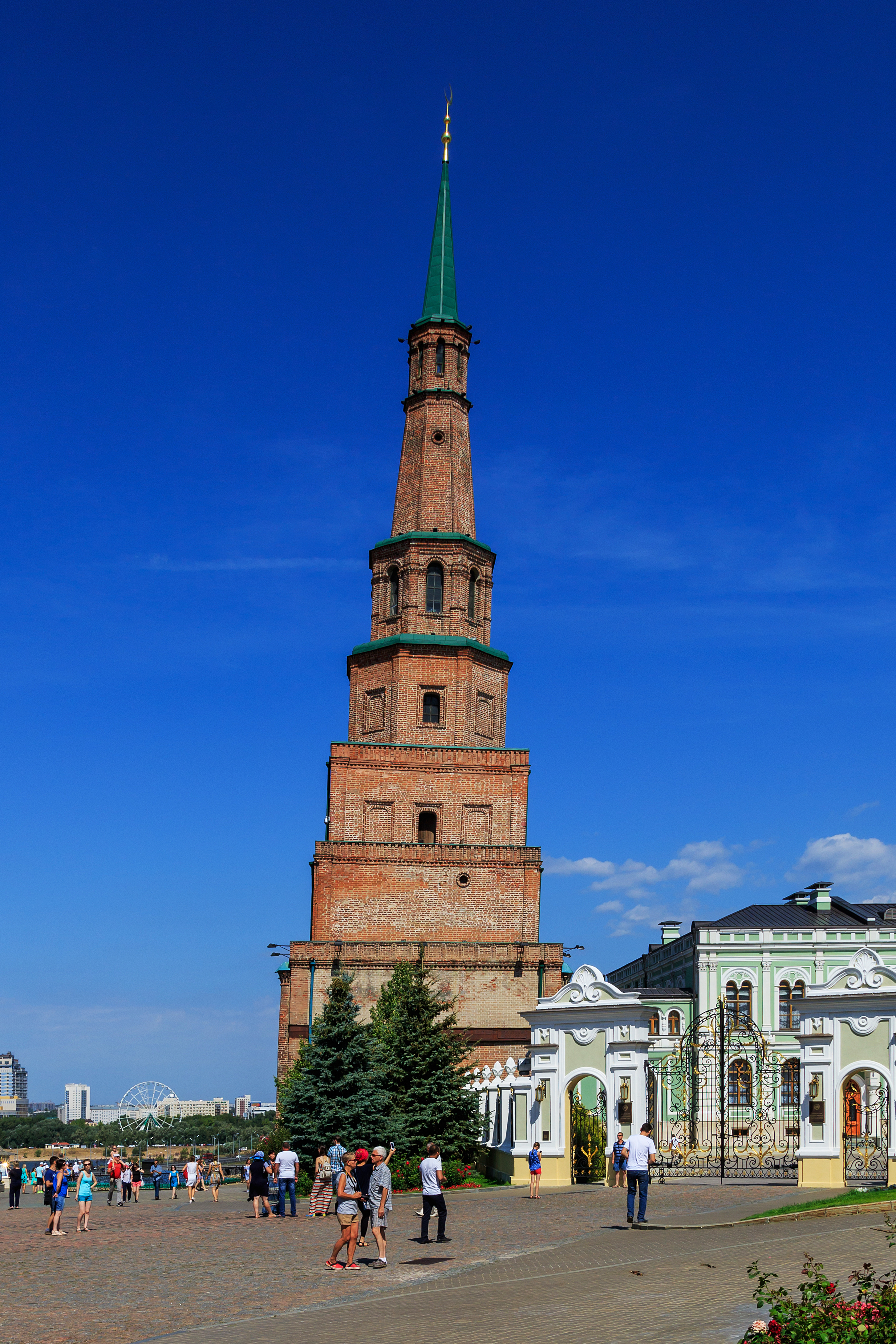
Turnul Söyembikä din Kazan, monument al arhitecturii medievale.

Cultura Hanatului Kazanului își avea rădăcinile în cultura Bulgariei de pe Volga, fiind influențată în mare măsură de cultura Hoardei de Aur.
Cea mai mare parte a populației orășenești era știutoare de carte. În moschei și madrase existau bilbioteci vaste. Kazanul era centru științific și tehnologic bine dezvoltat.
Influența islamului era extrem de puternică, însă literatura laică se dezvolta necenzurată. Poeții timpului erau foarte populari printre oamenii hanatului.
Orașul Bolghar și-a păstrat poziția de loc sacru, dar funcțiile de centru economic și politic erau preluate de orașul Kazan pe la mijlocul secolului al XV-lea.

## Istorie
Fostele teritorii ale Bulgariei de pe Volga (Kazan Ulus) reușiseră să-și recapete un anumit grad de independență în timpul procesului de dezintegrare a Hoardei de Aur de la începutul secolului al XV-lea. Regiunea avea un statut de autoguvernare și păstra în fruntea statului monarhi din dinastia bolgară. În ciuda statutului de semiindependență a acestui stat în devenire, fondatorul hanatului este considerat Olug Moxammat. El își asuma titlul de han în 1437 sau în 1438, uzurpând tronul Kazanului, se pare cu ajutorul nobilimii locale. Se presupune că finalizarea procesului de transfer a puterii de la conducătorii locali bolgari la dinastia lui Moxammat era finalizată de fiul hanului Maxmud în 1445.
De-a lungul istoriei sale, hanatul era scena unor lupte interne și a unor agitații antidinastice. Hanii au fost înlocuiți de 19 ori în 115 ani. Au fost în total 15 hani, unii dintre ei urcându-se de mai multe ori pe tron. De cele mai multe ori, hanii erau aleși dintre descendenții lui Genghis Han de către nobilimea autogtonă, iar uneori chiar de cetățenii de rând.

### Istoria timpurie
În  timpul domniilor lui Olug Moxammat și a fiului acestuia Maxmud, forțele Kazanului efectuau raiduri în Cnezatul Moscovei de mai multe ori. țarul Vasili al II-lea, angajat în război cu vărul său pentru păstrarea tronului, a fost înfrânt în bătălia de lângă Suzdal și a fost forțat să plătească răscumpărare hanului.
În iulie 1487, Marel Cneaz Ivan al III-lea ocupa Kazanul și punea pe tronul hanatului un conducător-marionetă, Möxämmädämin. După acest eveniment, Hanatul Kazanului a devenit un protectorat rusesc, iar negustorilor ruși li se permitea să facă afaceri în mod liber pe teritoriul hanatului. Sprijinitorii unirii cu Imperiul Otoman și cu Hanatul Crimeii încercau să exploateze nemulțumirile populare pentru a provoca răscoale precum cele din 1496, 1500 și1505, dar revoltele nu și-au atins țintelele.
În 1521, Kazan se elibera de dominația Moscovei, și semna un tratat de asistență  mutuală cu Hanatul Astrahanului, Hanatul Crimeii și Hoarda Nogai. Forțele combinate ale hanului Muhamed Ghirai și ale aliaților lui crimeeni atacau Cneazatul Moscovei și capturau peste 150.000 de sclavi. În prima jumătate a secolului al XVI-lea, cronicile rusești consemnează peste 40 de atacuri ale hanilor Kazanului, în special în regiunile Nijni Novgorod, Murom, Viatka, Vladimir, Kostroma și Galici.

### Ultimul deceniu
Reîntărirea Hanatului Crimeii nu era pe placul elementelor pro-moscovite din Hanatul Kazanului, iar unii dintre nobilii de aici au provocat o revoltă în 1545. Ca urmare, Safa Ghirai a fost răsturat de pe tron, iar sprijinitorul Moscovei Șahğäli a devenit noul han. După un an, Moscova a organizat mai multe campanii în hanat pentru a-și impune în mod definitiv dominația, dar toate încercările s-au dovedit eșecuri.
Cu ajutorul nogailor, Safa Ghirai și-a recucerit tronul. El a executat 75 de nobili, în timp ce restul opozanților săi au fugit în Rusia.
În acest timp, rudele lui Safa Ghirai, inclusiv Devlet I Ghirai erau în Crimeea. Venirea lor pe tronul Kazanului nu era dorită de numeroși nobili locali. Cum relațiile cu Rusia se înrăutățeau necontenit, un grup de nobili nemulțumiți au cerut unui simpatizant al țarului Ivan cel Groaznic, Șahğäli, să revină pe tronul hanatului în 1551.
În acest timp, teritoriile de la est de Volga fuseseră cedate Rusiei. Șahğäli a mai ocupat tronul Kazanului până în februarie 1552, când elementele antimoscovite l-au exilat, și au chemat în ajutor un prinț din Hanatul Astrahanului - Yadegar Moxammad – și pe nogai.

### Sfârșitul

Ultima bătălie la moscheea Qolșərif

Forțele lui Ivan cel Groaznic au atacat hanatul în 1552 și au asediat Kazanul. După înfrângerea trupelor tătare, rușii au incendiat mai multe castele și fortificații din hanat. După două luni de asediu și după distrugerea zidurilor de apărare ale Kremlinului pe 3 octombrie, rușii cucereau orașul. Numai o parte a apărătorilor reușeau să scape din orașul înfrânt, cei mai mulți fiind uciși după cucerirea orașului. Yadegar Moxammad era luat prizonier, iar civilii din oraș erau atacați și uciși. Cronicile vremii afirmă că fuseseră uciși cam 110.000 de oameni – civili și militari – dar cifrele acestea trebuie privite cu scepticism, pentru că orașul nu avea mai mult de 40.000 de locuitori.
După cucerirea Kazanului, unele teritorii, precum Udmurtia sau Bașkiria s-au unit cu Rusia fără conflicte. Administrația hanatului era distrusă, dar nobilii promoscoviți își păstrau pământurile, în vreme ce opozanții cooperării cu Rusia erau executați. Tătarii au fost mai apoi deportați din preajma râurilor, drumurilor și Kazanului. Pământurile astfel eliberate au fost colonizate cu ruși, și câteodată cu tătari credincioși Moscovei. Dintre tătarii rămași în zonă, foarte mulți au fost convertiți la creștinism.

### Rezistența antirusă
Până în 1556, o parte a populației tătare continua să lupte împotriva ocupației ruse. Fără un sprijin serios din partea mai vechilor aliați nogai, care, mai mult, jefuiau agricultorii tătari, rebelii au fost rapid înfrânți, iar liderii lor au fost prinși și executați.
După unele estimări, populația hanatului a scăzut cu mai multe mii în timpul războaielor. Noua administrație țaristă declanșa o amplă campanie de rusificare și convertire la creștinism a tătarilor și a altor etnii din zonă. Teritoriile nou cucerite primeau numele de Țaratul Kazanului,  pentru ca, în 1708,  acesta să fie schimbat în Gubernia Kazan.